# Aleksandr Eryšov
Aleksandr Anatol'evič Eryšov (in russo Александр Анатольевич Ерышов?; Krasnodar, 17 gennaio 1973) è un ex pallanuotista russo, vincitore di una medaglia d'argento alle olimpiadi di Sydney 2000 e di una medaglia di bronzo ad Atene 2004, oltre alla World League 2002. Con la Dinamo Mosca vinse sette campionati russi, cinque coppe nazionali e una Coppa delle Coppe; in Italia militò nel Posillipo, con cui vinse uno scudetto nel 2003.